# Садківська сільська рада (Житомирський район)
Садківська сільська рада — колишня адміністративно-територіальна одиниця та орган місцевого самоврядування у Троянівському, Пулинському, Черняхівському, Житомирському районах і Житомирській міській раді Волинської округи, Київської й Житомирської областей Української РСР та України з адміністративним центром у с. Садки.

## Населені пункти
Сільській раді були підпорядковані населені пункти:
- с. Садки
- с. Вигода

## Населення
Кількість населення ради, станом на 1931 рік, становила 1 416 осіб.
Станом на 5 грудня 2001 року, відповідно до перепису населення України, кількість мешканців сільської ради становила 1 015 осіб.

## Склад ради
Рада складалася з 15 депутатів та голови.

### Керівний склад сільської ради
| ПІБ                             | Основні відомості                                                    | Дата обрання | Дата звільнення |
| ------------------------------- | -------------------------------------------------------------------- | ------------ | --------------- |
| Козаков Володимир Олександрович | Сільський голова, 1961 року народження, освіта, член народної партії | 26.03.2006   | 31.10.2010      |
| Козаков Володимир Олександрович | Сільський голова, 1961 року народження, освіта вища, безпартійний    | 31.10.2010   | 16.12.2012      |
| Рожко Віталій Олександрович     | Сільський голова, 1982 року народження, освіта вища, безпартійний    | 16.12.2012   |                 |

Примітка: таблиця складена за даними джерела

## Історія
Створена 3 листопада 1923 року, відповідно до рішення Волинської ГАТК (протокол № 5 «Про зміни в межах округів, районів і сільрад»), в складі колоній Малі Садки, Садки (Великі Садки), Янушевичі ліквідованої Янушевицької сільської ради та Березівка Березівської сільської ради Троянівського району Житомирської (згодом — Волинська) округи. 22 лютого 1924 року, відповідно до рішення Волинської ГАТК (протокол № 7/2 від 23 лютого 1924 року «Про зміни меж округів, районів та сільрад»), сільську раду реорганізовано у німецьку національну; кол. Янушевичі передано до складу Березівської сільської ради, підпорядковано с. Поправка та кол. Журафини Вигодської сільської ради Черняхівського району. Станом на 10 жовтня 1925 року в підпорядкуванні значилися хутори Богданівка, Бондарці та Побитівка. 11 квітня 1934 року до складу ради включено села Вигода і Тартак ліквідованої Вигодської сільської ради Черняхівського району. На 1 жовтня 1941 року х. Побитівка значився в підпорядкуванні Альбінівської сільської ради; с. Тартак, колонії Березівка, Журафина та Малі Садки не перебували на обліку населених пунктів.
Станом на 1 вересня 1946 року сільська рада входила до складу Житомирського району Житомирської області, на обліку в раді перебували с. Садки та хутори Вигода і Поправка.
Ліквідована 12 травня 1958 року, відповідно до рішення Житомирського облвиконкому № 442 «Про об'єднання сільських рад депутатів трудящих по Житомирському району», територію та населені пункти ради приєднано до складу Березівської сільської ради Житомирського району Житомирської області. Відновлена 14 листопада 1991 року, відповідно до рішення Житомирської обласної ради «Про внесення змін в адміністративно-територіальний устрій окремих районів», в складі сіл Вигода та Садки Березівської сільської ради Житомирського району.
Виключена з облікових даних 17 липня 2020 року. Територію та населені пункти ради, відповідно до розпорядження Кабінету Міністрів України № 711-р від 12 червня 2020 року «Про визначення адміністративних центрів та затвердження територій територіальних громад Житомирської області», включено до складу Березівської сільської територіальної громади Житомирського району Житомирської області.
Входила до складу Троянівського (3.11.1923 р., 1.12.1924 р.), Пулинського (23.05.1928 р.), Черняхівського (22.02.1924 р., 3.06.1930 р.), Житомирського (14.05.1939 р., 14.11.1991 р.) районів та Житомирської міської ради (17.10.1935 р.).